# Istumbler
Istumbler, av Apple skrivet iStumber, är en mjukvara för Mac OS som används för att detektera trådlösa nätverk.